# 오카무라 라이카
오카무라 라이카(일본어: 岡村 來佳, 2005년 7월 30일 ~ )는 일본의 여자 축구 선수이다.

## 구단 경력
2024년 WE리그의 우라와 레즈에 입단하였다.

## 국가대표팀 경력
그녀는 2022년 FIFA U-17 여자 월드컵에 참가할 일본 U-17 국가대표팀에 발탁되었으며, 3경기에 출전했다. 2024년 FIFA U-20 여자 월드컵에 참가할 일본 U-20 국가대표팀에 발탁되었다. 6경기에 출전, 준우승에 기여했다.